# Qantassaurus
Qantassaurus là một chi khủng long, được T. Rich & Vickers-Rich mô tả khoa học năm 1999.